# Шамаранд Шоањ
Шамаранд Шоањ (фр. Chamarandes-Choignes) насеље је и општина у североисточној Француској у региону Шампањ-Арден, у департману Горња Марна која припада префектури Шомон.
По подацима из 2011. године у општини је живело 1050 становника, а густина насељености је износила 55,85 становника/km². Општина се простире на површини од 18,8 km². Налази се на средњој надморској висини од 260 метара.

## Демографија
| 1962. | 1968. | 1975. | 1982. | 1990. | 1999. | 2011. |
| ----- | ----- | ----- | ----- | ----- | ----- | ----- |
| 479   | 524   | 718   | 829   | 947   | 1.021 | 1.050 |

График промене броја становника у току последњих година